# Plesiopterys
Plesiopterys is een geslacht van uitgestorven plesiosauriërs afkomstig uit Duitsland. Het was een kleine plesiosauriër waarvan het type-exemplaar ongeveer 2,2–2,4 meter lang was.
Het betreft een jongvolwassen individu gevonden en geprepareerd in de negentiende eeuw. Het specimen werd volledig uit de matrix verwijderd en hangt aan het plafond van het museum. De schedel is echter vervangen door een afgietsel en de originele wordt apart bewaard.

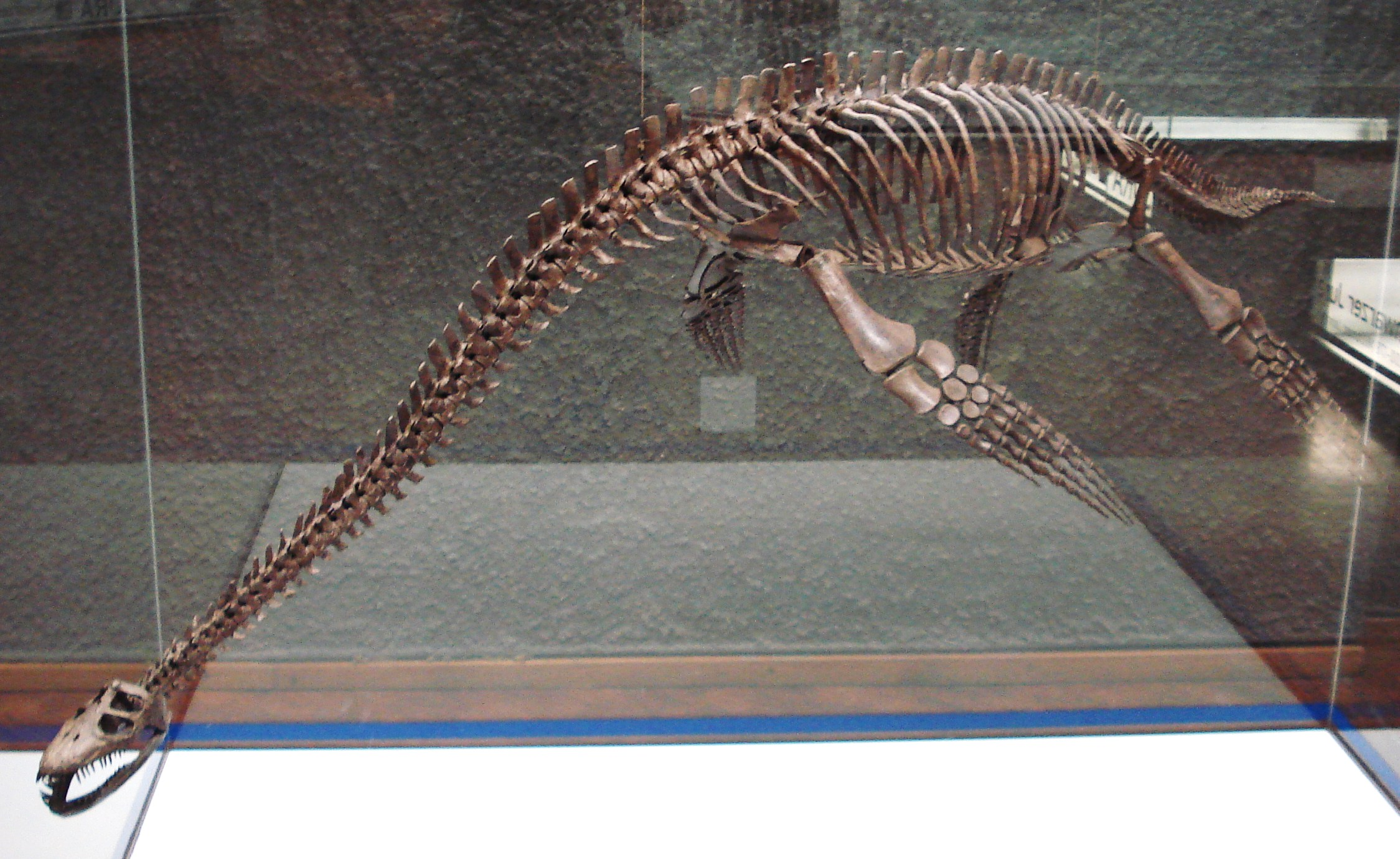
SMNS 16812

In de loop der jaren is vaak aan de toewijzing getwijfeld. Het skelet is ook toegewezen aan Microcleidus en Eurycleidus.
De typesoort Plesiopterys wildi werd in 2004 benoemd door Frank Robin O'Keefe. De geslachtsnaam betekent 'dichter bij het vleugelbeen', dat nog plesiomorfe groeven heeft voor de halsslagader. De soortaanduiding eert Rupert Wild.
Het holotype SMNS 16812, een skelet met schedel, is bij Holzmaden gevonden.
In 2007 stelde Fransiska Großmann echter dat de oorspronkelijke toewijzing toch correct was geweest en dat Plesiopterys daarom een jonger synoniem is van Seeleyosaurus.